# Catió d'amoni quaternari

Catió d'amoni quaternari.

Els cations d'amoni quaternari, també coneguts, en anglès, com a quats, són ions poliatòmics carregats positivament amb l'estructura NR₄+, essent R un grup alquil o un grup aril. Al contrari que l'ió amoni (NH₄+) i els cations d'amoni primaris, secundaris i terciaris, els cations d'amoni quaternaris estan permanentment carregats amb independència del pH de la seva solució. Les sals d'amoni quaternari o compostos d'amoni quaternari (anomenats amines quaternàries en la parla dels camps de petroli) són sals de cations d'amoni quaternari amb un anió.

## Síntesi
Els compostos d'amoni quaternari es preparen per alquilació d'amines terciàries, amb un procés anomenat quaternització.

## Aplicacions
Les sals d'amoni quaternari es fan servir com desinfectants, surfactants, estovadors de tèxtils i agents antiestàtics (per exemple en els xampús). Els gels espermicides també tenen sals d'amoni quaternari.
Els compostos d'amoni quaternari també tenen activitat antimicrobiana.
En la síntesi orgànica les sals d'amoni quaternari es fan servir com a catalitzadors de transferència de fase (PTC). Aquests catalitzadors acceleren les reaccions entre reactius dissolts en solvents immiscibles.

### Osmòlits
Els compostos d'amoni quaternari estan presents en els osmòlits, específicament en la glicina betaïna, els quals estabilitzen la pressió osmòtica en les cèl·lules.

## Efectes en la salut
Poden tenir un gran rang d'efectes en la salut, entre els quals hi ha des d'una irritació lleu de la pell i del tracte respiratori fins a cremades càustiques severes en la pell i en el tracte gastrointestinal (depenent de la concentració), símptomes com la nàusea i el vòmit, coma, convulsions, hipotensió i la mort.
Se sospita que poden ser el grup químic responsable del xoc anafilàctic que ocorre usant medicaments bloquejants neuromusculars durant l'anestèsia total en operacions de cirurgia.